# Джулинський Лев
Лев Джулинський (3 березня 1847, Лапшин — 11 жовтня 1923, Лапшин) — священник УГКЦ, церковний письменник і видавець, патріот, книговидавець, громадський діяч, парох с. Лапшин.

## Життєпис
Народився Лев Джулинський 1847 року в родині о. Теодора Джулинського (1800 — 5 липня 1887) с. Лапшин на Бережанщині  нині Тернопільського району.
Закінчив 1872 року Львівську духовну семінарію. Відразу після висвячення був призначений на сотрудника в парафії с. Лапшин, де душпастирював його батько. Село ще не мало окремого парохіяльного будинку, молодий священик відразу розпочав будівництво плебанії, яке завершилося приблизно до 1874 року. В 1877–1880 роках був капеланом храму св. Василія Великого в с. Турівка Скалатського деканату. У 1880 році повернувся до Лапшина, де став парохом.
О. Лев Джулинський започаткував на початку 80-х років XIX ст. на Бережанщині видавничу справу і продовжував її до 1914 року. У Лапшині приймав широке коло письменників, поетів, мовознавців, художників, журналістів, істориків, друкарів, у співпраці з якими видавав часописи, збірники церковно-народних пісень, листівки з малюнками й піснями, календарі. Серед них: декілька молитовників для різних категорій вірних, щомісячна «Книжочка Мисійна», двотижневик «Руський Амвон» квартальник «Руська бібліотека», щорічник «Календар посланника», кольорові репродукції всесвітньо відомих живописців «Біблійна історія в образах» з текстом українською, англійською, німецькою, французькою мовами, монументальне великоформатне (1000 стор.) багато ілюстроване «Житіє Святих», альманах для дітей «Золота книжечка». Продукція видавництва поширювалася не лише в Галичині, але і в Європі, за океаном.

Надгробок на могилі о. Лева Джулинського і його дружини Павлини на цвинтарі с. Лапшин

Його видання несли в народ знання з історії церкви, Русі, вчили грамоти, пропагували тверезість, роз'яснювали символіку церковної служби, знайомили з музичними творами на релігійну тематику тодішніх композиторів: Остапа Нижанківського, Михайла Вербицького, Дениса Січинського.
Шанував і підтримував таланти, зокрема, запросив до Лапшина на тривалий час композитора Дениса Січинського, щоб забезпечити йому матеріальні умови під час роботи над створенням опери «Роксоляна».
Був ініціатором створення при церкві позичкової каси, яка допомагала парохіянам кредитами. Він і сам допомагав тим селянам, які перебували в скруті.
В особі Лева Джулинського гармонійно поєдналися священик, патріот і книговидавець.
О. Лев Джулинський помер 11 жовтня 1923 року, похований на Лапшинському цвинтарі. На могилі поставили дубовий хрест, який лапшинська громада через 50 років замінила кам'яним. Там похована і його дружина Павлина (1855—1928).